# Wahlen zum Senat der Vereinigten Staaten 1998
Am 3. November 1998 wurde in den Vereinigten Staaten ein Drittel der Mitglieder des  US-Senats gewählt. Die Wahlen waren Teil der allgemeinen Wahlen in jenem Jahr, bei denen auch alle Abgeordneten des Repräsentantenhauses gewählt wurden.
Im Senat stellt jeder der 50 Bundesstaaten 2 Abgeordnete. Nach der Verfassung der Vereinigten Staaten werden US-Senatoren auf sechs Jahre gewählt. Allerdings werden nie alle Senatsmitglieder gleichzeitig gewählt. Die Wahlen folgen einem Schema, wonach alle zwei Jahre ein Drittel der Senatoren zeitgleich mit den Wahlen zum US-Repräsentantenhaus gewählt werden. Zu diesem Zweck ist der Senat in drei Klassen eingeteilt, die das Wahljahr der Senatoren bestimmen.  Im Jahr 1998 standen die Senatoren der Klasse III zur Wahl.
Vor der Wahl waren 55 Senatoren Republikaner und 45 Demokraten. Diese Mehrheitsverhältnisse änderten sich auch nach der Wahl nicht.
Zu Veränderungen nach der Wahl siehe auch Liste der Mitglieder des Senats im 106. Kongress der Vereinigten Staaten.

## Ergebnisse und Verlauf der Legislaturperiode

Mehrheitsverhältnisse bei der Eröffnung des 106. Kongresses
Demokratische Senatoren
Republikanische Senatoren

Die Mitgliedschaft änderte sich im Verlauf der Legislaturperiode durch zwei Todesfälle.
| Verlauf                                                                                 | Partei (Schattierung zeigt Mehrheitspartei an) | Partei (Schattierung zeigt Mehrheitspartei an) | Total |        |
| --------------------------------------------------------------------------------------- | ---------------------------------------------- | ---------------------------------------------- | ----- | ------ |
| Verlauf                                                                                 |                                                |                                                | Total |        |
| Verlauf                                                                                 | Republikaner                                   | Demokraten                                     | Total | Vacant |
| Ende des 105. Kongresses                                                                | 55                                             | 45                                             | 100   | 0      |
|                                                                                         |                                                |                                                |       |        |
| Wahlergebnis vom 3. November 1998, Beginn der Legislaturperiode war der 3. Januar 1999. | 55                                             | 45                                             | 100   | 0      |
| 25. Oktober 1999                                                                        | 54                                             | 45                                             | 99    | 1      |
| 2. November 1999                                                                        | 55                                             | 45                                             | 100   | 0      |
| 19. Juli 2000                                                                           | 54                                             | 45                                             | 99    | 1      |
| 25. Juli 2000                                                                           | 54                                             | 46                                             | 100   | 0      |
| Abschließender Stimmenanteil                                                            | 54 %                                           | 46 %                                           |       |        |
|                                                                                         |                                                |                                                |       |        |
| Anfang des 107. Kongresses                                                              | 50                                             | 50                                             | 100   | 0      |

Die genauen Ergebnisse der Wahl vom 3. November 1998:
Demokraten: 26,768,699 Stimmen (49,47 %) Keine Veränderungen bei den Mandaten (45)
Republikaner: 25,346,613 Stimmen (46,84 %) Keine Veränderungen bei den Mandaten (55)
Sonstige: 1,999,739 Stimmen (3,69 %). Keine Mandate.
Zur Erläuterung: Da bei den US-Wahlen in der Regel nicht die absolute Mehrheit der bundesweit abgegebenen Stimmen entscheidet, sondern die Stimmen in den einzelnen Wahlbezirken, die bei der Wahl der US-Senatoren identisch mit einem ganzen Bundesstaat sind, kann es vorkommen, dass die bundesweit führende Partei (hier die Demokraten) trotzdem nicht die meisten Sitze gewinnt.

### Personelle Veränderungen
Zwar änderte sich an der Gesamtzahl der Mandate nichts, doch gab es einige personelle Veränderungen. Auf demokratischer Seite verzichtete Dale Bumpers aus Arkansas auf eine Wiederwahl, dessen Mandat an seine Parteikollegin Blanche Lincoln fiel. Die Republikaner hielten nach dem Rücktritt von Dirk Kempthorne dessen Sitz in Idaho in Person von Mike Crapo.
Ansonsten wechselten jeweils drei Sitze im Hinblick auf die Parteizugehörigkeit. In New York verlor der republikanische Amtsinhaber Al D’Amato gegen den Demokraten Charles Schumer, in North Carolina musste der Republikaner Lauch Faircloth sein Mandat an John Edwards abtreten. Ein weiterer Zugewinn gelang den Demokraten in Indiana, wo Dan Coats nicht erneut antrat und sein Parteikollege Paul Helmke gegen Evan Bayh verlor.
Trotz dieser drei Erfolge blieb den Demokraten ein Netto-Erfolg versagt, weil sie drei zuvor gehaltene Mandate abgeben mussten. Für den nicht mehr kandidierenden Wendell Ford trat in Kentucky Scotty Baesler an, der aber knapp gegen Jim Bunning verlor. In Ohio verzichtete John Glenn auf eine Wiederwahl; die an seiner Stelle nominierte Mary Boyle unterlag George Voinovich deutlich. Carol Moseley Braun verfehlte in Illinois die Wiederwahl gegen den Republikaner Peter G. Fitzgerald.